# Order Unii
Królewski Order Holandii (niderl. Koninklijke Orde van Holland) lub  Order Unii (Orde van de Unie) – odznaczenie za zasługi, przyznawane od 1806 do 1811 w krótkotrwałym napoleońskim  Królestwie Holandii rządzonym przez cesarskiego brata, Ludwika I Holenderskiego.

## Historia
Order został ustanowiony w 1806 po objęciu tronu nowo powstałego Królestwa Holandii przez „oddelegowanego” przez Napoleona I Ludwika Bonapartego. Do tego roku Holandia była przez cały okres swego istnienia republiką i nie miała żadnych odznaczeń. Ludwik objął tron 6 czerwca 1806 i już w sierpniu tego roku zwrócił się do cesarskiego brata o aprobację planu ustanowienia nowego orderu, wzorowanego na Legii Honorowej. Jako jego dewizę Ludwik Bonaparte wybrał: „L’Union fait notre force” („W jedności nasza siła” – dziś, w nieco zmienionej formie, dewiza Królestwa Belgii).
Order miał początkowo posiadać cztery klasy:
- Wielki Krzyż (Grootkruis)
- Komandor (Commandeur)
- Kawaler (Ridder)
- Giermek (Schildknap)

Jednakże w statutach z lutego 1807 (zob. Królewski Order Zasługi) otrzymał tylko trzy wyższe, bez stopnia giermka, czyli kawalera II klasy.
W okresie swego pięcioletniego istnienia aż pięć razy zmieniał nazwę:
- Order Unii (Orde van de Unie) lub Królewski Order Zasługi {Koninklijke Orde van Verdiensten} (12 grudnia 1806 – 13 lutego 1807)
- Królewski Order Holandii (Koninklijke Orde van Holland) (13 lutego 1807 – 23 listopada 1807)
- Królewski Order Unii (Koninklijke Orde van de Unie) (23 listopada 1807 – 6 lutego 1808)
- Królewski Order Unii Holandii (Koninklijke Orde der Unie van Holland) (nazwa z dekretu z 6 lutego 1808)
- Królewski Order Unii (Koninklijke Orde der Unie) (6 lutego 1808 – 1 kwietnia 1811)

W 1811 Napoleon zmusił brata do abdykacji i połączył Holandię z Cesarstwem Francuskim, znosząc dekretem z 18 października tego roku order Holandii. Część kawalerów orderu  (narodowości francuskiej) wcielono do orderu Legii Honorowej, dla innych (narodowości niderlandzkiej) cesarz stworzył nowe odznaczenie – Ordre impérial de la Réunion (Order Cesarski Zjednoczenia), zlikwidowane w 1814 we Francji przez Burbonów i w Holandii po objęciu tronu niderlandzkiego przez dynastię orańską.

## Insygnia
Insygnia orderu, które występują w paru wersjach, to przysługujący tylko królowi, jego synom i innym członkom rodu Bonaparte łańcuch, oznaka i gwiazda I. klasy. Oznaką była emaliowana na biało ośmiopromienna gwiazda ze złotymi bordiurami, która w pierwszej wersji z 1806 posiadała w medalionie środkowym  awersu złoty medal z profilem Ludwika Bonapartego, otoczony napisem: „Lodewijk I Koning van Holland”, a w medalionie rewersu figurę złotego ukoronowanego lwa leżącego nad brzegiem morza. Między promieniami gwiazdy umieszczone były złote pszczoły, jeden z symboli monarchii napoleońskiej-stąd odznaczenie nazywano potocznie „Orderem Pszczoły”. Zawieszką oznaki była złota korona królewska. W wersji z 1807 medalion awersu ukazuje wyobrażenie lwa niderlandzkiego leżącego nad morzem, a medalion rewersu wiązkę strzał.
Gwiazda I klasy pozostała niezmieniona. Była srebrna, cyzelowana w kształcie brylantów, z ośmioma dłuższymi i czternastoma krótszymi promieniami, i nosiła na sobie medalion z wizerunkiem lwa niderlandzkiego leżącego na brzegu morza, otoczony napisem: „Doe wel en zie niet om” („Czyń dobrze i nie patrz wstecz”).
Łańcuch orderu składał się z 26 ogniw z plakietkami godeł wszystkich 13 prowincji Królestwa Holandii, przedzielonymi 13 plakietkami z pękami złotych strzał.
Order był noszony na ciemnoniebieskiej wstędze bez bordiur, przy I klasie z prawego ramienia na lewy bok. Istnieją także egzemplarze wysadzane brylantami.